# 埃蒂耶纳·卡贝
埃蒂耶纳·卡贝（法語：Étienne Cabet，法語發音：[etjɛn kabɛ]；1788年1月1日—1856年11月9日）法国哲学家和空想社会主义者，他创建了伊卡里亚运动。卡贝是当时最受欢迎的社会主义提倡者，他特别受工厂剥削的工匠的青睐。1839年，卡贝发表用法语写成的乌托邦小说《伊加利亚旅行记》，提议用工人合作社代替资本主义生产。由于与法国政府屡次发生矛盾（1834年叛国罪定罪，导致他在流亡英国5年），他后来移居美国。1848年，卡贝特在得克萨斯州和伊利诺伊州建立了乌托邦社区，但因与追随者产生矛盾而未能成功。